# Supercoppa Primavera 2
La Supercoppa Primavera 2, ufficialmente noto come Supercoppa Primavera 2 TIM per ragioni di sponsorizzazione, è un trofeo calcistico giovanile italiano, organizzato dalla Lega B.
Viene disputato annualmente tra le capoliste dei due gironi A e B, ossia Nord e Sud, del Campionato Primavera 2, determinandone il vincitore.

## Albo d'oro
| Anno          | Stadio                                                           | Finale                 | Finale          | Finale                 |
| Anno          | Stadio                                                           | Vincitore del girone A | Risultato       | Vincitore del girone B |
| ------------- | ---------------------------------------------------------------- | ---------------------- | --------------- | ---------------------- |
| 2018 Dettagli | Centro tecnico di Coverciano, Firenze 16 maggio 2018             | Novara                 | 0 - 1           | Palermo                |
| 2019 Dettagli | Stadio Renato Dall'Ara, Bologna 8 maggio 2019                    | Bologna                | 5 - 1           | Pescara                |
| 2020          | Non disputata                                                    | Non disputata          | Non disputata   | Non disputata          |
| 2021 Dettagli | Stadio Adriatico-Giovanni Cornacchia, Pescara 8 giugno 2021      | Verona                 | 2 - 3           | Pescara                |
| 2022 Dettagli | Dacia Arena, Udine 8 maggio 2022                                 | Udinese                | 1 - 4           | Cesena                 |
| 2023 Dettagli | Stadio Luigi Ferraris, Genova 18 maggio 2023                     | Genoa                  | 0 - 4           | Lazio                  |
| 2024 Dettagli | Stadio Giovanni Zini, Cremona 16 maggio 2024                     | Cremonese              | 1 - 1 (5-6 dtr) | Cesena                 |
| 2025 Dettagli | Centro Tecnico Federale Luigi Ridolfi, Coverciano 20 maggio 2025 | Parma                  | 2 - 2 (1-4 dtr) | Frosinone              |

## Statistiche
| Club      | Partecipazioni | Vittorie | Sconfitte | Edizioni vinte | Edizioni perse |
| --------- | -------------- | -------- | --------- | -------------- | -------------- |
| Cesena    | 2              | 2        | 0         | 2022, 2024     | -              |
| Pescara   | 2              | 1        | 1         | 2021           | 2019           |
| Bologna   | 1              | 1        | 0         | 2019           | -              |
| Palermo   | 1              | 1        | 0         | 2018           | -              |
| Lazio     | 1              | 1        | 0         | 2023           | -              |
| Frosinone | 1              | 1        | 0         | 2025           | -              |
| Novara    | 1              | 0        | 1         | -              | 2018           |
| Verona    | 1              | 0        | 1         | -              | 2021           |
| Udinese   | 1              | 0        | 1         | -              | 2022           |
| Genoa     | 1              | 0        | 1         | -              | 2023           |
| Cremonese | 1              | 0        | 1         | -              | 2024           |
| Parma     | 1              | 0        | 1         | -              | 2025           |